# Austrodecus childi
Austrodecus childi is een zeespin uit de familie Austrodecidae. De soort behoort tot het geslacht Austrodecus. Austrodecus childi werd in 2003 voor het eerst wetenschappelijk beschreven door Arango. 